# Torquen
Torquen (von englisch torque „Drehmoment“) ist ein Flugmanöver des 3D-Kunstflugs. Es bezeichnet das Halten eines Flugzeuges in der Senkrechten durch seinen eigenen Antrieb, ohne dass es steigt. Diese Fluglage erreichen wegen ihres hohen Leistungsüberschusses insbesondere Modellflugzeuge.

## Wirkungsweise
Torque ist im Kunstflug das Drehmoment des Motors, das über den Propeller eine Drehung des einmotorigen Flugzeugs um die Längsachse bewirken kann, wenn das Flugzeug im Steigflug langsamer wird und die Ruderwirkung nachlässt, weil die Anströmung durch den geschwindigkeitsbedingten Fahrtwind nachlässt. Im Prinzip kann ein Kunstflieger im schrägen oder vertikalen Steigflug mittels der vom Torque = Drehmoment herrührenden Drehung um die Längsachse Rollen fliegen, die nicht vorwiegend von den Rudern gesteuert werden, sondern vom Gashebel. Infolge des oftmals hohen Leistungsüberschusses ist vor allem im Modellflug das senkrechte torquen im Stillstand möglich. Dazu werden alle Ruderfunktionen des Flugzeugs benötigt.
International spricht man von Torque Roll(s). Der deutsche Ausdruck Torquen oder Torquerolle ist eine neue Wortschöpfung.